# Bigfork (Montana)
Bigfork é uma Região censo-designada localizada no estado americano de Montana, no Condado de Flathead.

## Demografia
Segundo o censo americano de 2000, a sua população era de 1421 habitantes.

## Geografia
De acordo com o United States Census Bureau tem uma área de 
15,3 km², dos quais 14,9 km² cobertos por terra e 0,4 km² cobertos por água. Bigfork localiza-se a aproximadamente 908 m acima do nível do mar.

## Localidades na vizinhança
O diagrama seguinte representa as localidades num raio de 24 km ao redor de Bigfork. 